# Scipione Cobelluzzi
Scipione Cobelluzzi (ur. w 1564 w Viterbo, zm. 29 czerwca 1626 w Rzymie) – włoski kardynał.

## Życiorys
Urodził się w 1564 roku w Viterbo. Studiował w Collegio Nardini, a następnie w Archgymnasium w Rzymie, gdzie uzyskał stopień doktora utroque iure. Pod koniec XVI wieku wykładał prawo w swoim alma mater, a w 1611 roku został sekretarzem ds. Brewe. 19 września 1616 roku został kreowany kardynałem prezbiterem i otrzymał kościół tytularny S. Susanna. W tym samym roku został protektorem Viterbo, a dwa lata później Bibliotekarzem Kościoła Rzymskiego. Był jednym z sześciu członków komisji powołanej, by rozsądzić czy papież powinien udzielić dyspensy Karolowi I na zawarcie małżeństwa z Marią Anną Habsburg. W kwietniu 1623 roku komisja zaleciła Grzegorzowi XV, by zezwolił na ślub. Niedługo po rezygnacji z urzędu sekretarza ds. Brewe udał się w podróż, podczas której pojawiły u niego się objawy nowotworowe. Zmarł 29 czerwca 1626 roku w Rzymie.